# Ernestine Voß

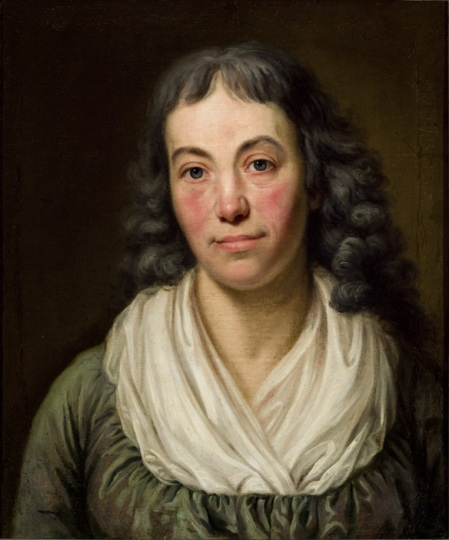
Ernestine Voß im Jahr 1797, durch Georg Friedrich Adolph Schöner

Ernestine Voß (geboren am 31. Januar 1756 als Marie Christine Ernestine Boie in Meldorf; gestorben am 10. März 1834 in Heidelberg) war die Ehefrau von Johann Heinrich Voß. Wie ihr Mann betätigte sie sich literarisch; darüber hinaus geben ihre zahlreichen Briefe ein lebendiges Bild vom Leben und Umfeld der Familie Voß.

## Leben
Ernestine war eines von zwölf Kindern des Meldorfer Predigers und späteren Propstes von Flensburg, Johann Friedrich Boie. Dessen Familie gehörte zu den Hübschen Familien, der hannoveranerischen Oberschicht.
Ihr älterer Bruder Heinrich Christian Boie war gut bekannt mit Johann Heinrich Voß, den sie nach langem Schriftwechsel im Vorjahr 1774 kennenlernte. Aufgrund von Voß’ finanzieller Situation fand die Heirat erst am 15. Juli 1777 statt. Das Eheleben wurde von Bekannten des Paares als harmonisch und idyllisch geschildert; besonders bemerkt wurde Ernestines Konzentration auf ihre herausragende Gartenarbeit, die alle Stationen des Dichters zum Blühen brachte. Als ruhender Pol der Ehe vermittelte Ernestine Voß zwischen Bekannten des aufbrausenden Ehemanns. So knüpfte sie etwa herzliche Beziehungen zu Charlotte von Schiller und zu Johann Wolfgang von Goethe, den das Ehepaar um 1803 häufig daheim empfing.
Aus ihrer Ehe mit Voß stammten fünf Söhne:
- Friedrich Leopold Voß (* 12. Juli 1778 Wandsbeck; † 25. Oktober 1782 Eutin)
- Heinrich Voß (* 29. Oktober 1779 Otterndorf; † 20. Oktober 1822 Heidelberg) Professor für Philologie in Heidelberg
- Wilhelm Voss (* 29. April 1781 Otterndorf; † 24. Oktober 1840 Eutin) Arzt in Eutin
- Hans Voß (* 17. Juni 1783 Eutin; † 4. Oktober 1849 Freiburg) Architekt in Freiburg i. Br.
- Abraham Voß (* 12. Februar 1785 Eutin; † 13. November 1847 Düsseldorf) Altphilologe und Pädagoge in Rudolstadt und Düsseldorf

Nach dem Tod ihres Mannes veröffentlichten sie und ihr Sohn Abraham in mehreren Bänden seine Briefe, gemeinsam mit Mitteilungen aus seinem Leben, gedenkenden Aufsätzen und Gedichten.
1831 erschienen als Privatdruck ihre Erinnerungen an die Heidelberger Pädagogin Emilie Heins.
Postum wurden weitere Aufsätze und Gedichte von ihr veröffentlicht.

## Werke
- Ernestine Voß: Erinnerungen an Emilie Heins. Bonn, gedruckt bei Carl Georgi, 1831. (35 Seiten) (Digitalisat)
- Ernestine Voß: Aufsätze. O.O., 1837 / Düsseldorf, 1846 und 1854 (Digitalisat)
- Ernestine Voß: Beilage. Aus dem Leben von Johann Heinrich Voß. Mitteilungen von Ernestine Voß. In: Sauer, August: Der Göttinger Dichterbund. Erster Teil: Johann Heinrich Voß. Berlin und Stuttgart, o. J.
- Ernestine Voß: Aus dem Leben von J. H. Voß, Mitteilungen von Ernestine Voß (Hrsg. Ludwig Bäte), Göttingen o. J. [1922]